# تلعجار
تلعجار  قرية سوريّة تتبع إداريّاً لمحافظة حلب منطقة أعزاز ناحية تل رفعت، بلغ تعداد سكانها 858 نسمة حسب التعداد السكاني لعام 2004.